# Slančík
Slančík este o comună slovacă, aflată în districtul Košice-okolie din regiunea Košice. Localitatea se află la altitudinea de 298 m deasupra n.m., se întinde pe o suprafață de 3,3 km2 și în 2017 număra 202 locuitori.

## Istoric
Localitatea Slančík este atestată documentar din 1270.

## Demografie
| An:                | 1994 | 2004   | 2014   | 2024   |
| ------------------ | ---- | ------ | ------ | ------ |
| Număr de persoane: | 238  | 222    | 212    | 217    |
| Diferență:         |      | −6,72% | −4,50% | +2,35% |

| An:                | 2023 | 2024   |
| ------------------ | ---- | ------ |
| Număr de persoane: | 215  | 217    |
| Diferență:         |      | +0,93% |